# スダッチャー
SUDA51'S SDATCHER（スダゴーイチズ・スダッチャー）は、コナミデジタルエンタテインメントの小島秀夫公式ブログ”HIDEOBLOG”で配信しているWebラジオ”ヒデラジ”の300回放送記念として企画・配信されているラジオドラマ及びそのドラマCD。全7話

## 概要
本作は”ヒデラジ”第296回放送内で放送通算300回記念として『スナッチャー』を基にしたラジオドラマを放送することが発表された。
脚本は小島と親交が深い須田剛一、音楽は『サイレントヒル』シリーズで音楽を手がけた山岡晃、イラスト・キャラクターデザインは『スナッチャー』でもキャラクターデザインを手がけたヨシオカサトシ、演出は村田周陽が務める。
その後”ヒデラジ”第300回の放送からACT1の放送が開始し、ACT6まで放送されたが、”ヒデラジ”第305回の放送内で最終話であるACT7の放送を諸事情により休止することが発表されたが、2012年1月放送予定の”ヒデラジ”第308回でACT7の放送をすることが発表された。本作のドラマCDが2011年12月14日に発売することが発表された。
尚、本作は前述の通り『スナッチャー』を基にして作ったもので、『スナッチャー』に登場した登場人物、用語、場所等が登場し、公式サイトにも「新たな解釈で誕生した、ネオ・コウベ・シティの前日譚」「ギブスンは、何故死んでしまったのか？」と書かれているが、エンドクレジットでは『スナッチャー』との関連性は一切ないと言及されている。
また、2回以上の視聴が推奨されている。

## あらすじ
2038年の神戸、「ネオ・コウベ・シティ」。そこでひとりの男がバーに向かって車を走らせる。男の名は、ジャン・ジャック・ギブスン。彼にはある目的があった。しかし、そのバーに入った瞬間から、彼の運命の歯車は回り出しているのだった…。

## 登場人物
ジャン・ジャック・ギブスン
声 - 大塚明夫
本作の主人公でベテランの科学捜査官。職務に忠実で決して躊躇はしないが、プライベートでは妻のアリスとの間にトラブルを抱えておりそのことで目を曇らせている。カトリーヌという名前の娘がいる。
リトルジョン
声 - 小島秀夫
２足歩行型のナビゲーターロボットでジャックの相棒。
クリスティアン・ゲンズブール
声 - 大塚芳忠
通称クリス。ネオ・コウベの麻薬市場における実力者だが、その正体は政府諜報機関「RUG HUNT」の潜入捜査官。ジャックの元同僚。ジャックとのブラックジャックの勝負に一度も勝ったことがない。
スティーボ
声 - 柳原哲也
クリスの相棒。やたら喋りながらモバイル端末で写真を撮る癖がある。ネオ・コウベ・シティ港に入港した不審船を調べるためにクリスに同行していた。がすぐに逃げ出す。
ドミニク・ブラックヘッド
声 - 杉田智和
政府諜報機関「RUG HUNT」のエージェント。事態の収束を図るため、クリスの身柄をジャックに要求する。
ロビン・グッドマン
声 - 子安武人
政府諜報機関「RUG HUNT」のエージェント。何らかの任務を遂行しているが、その内容は不明。
アリス・ギブスン
声 - 井上喜久子
ジャックの妻。何らかのトラブルが原因で現在失踪している。ジャックによると、唾液の酸が強くキスをすると相手の唇が荒れてしまうという。
リサ・ニールセン
声 - 菊池由美
ダイナー「ワルシャワ」のウェイトレス。かつてはネオ・コウベ一帯の売りを仕切るバイヤーだったが、ジャックが後見人になったことで足を洗っている。スリーサイズはB88・W56・H86。
トイレの男（フレディ・ニールセン）
声 - 須田剛一
ダイナー「ワルシャワ」のトイレにいたリサの夫。クリスと何かを話していた。
ハリー・ベンソン
政府諜報機関「RUG HUNT」のエンジニアでジャックとは古い友人。ジャックとロビンの会話の中に登場。

## 用語
RUG HUNT（ラグ・ハント）
政府直属の諜報機関。工作員は複数の秘密保持契約を結んだ後に偽名で任務に就く。人を殺す際は銃を2発撃って仕留めるのが鉄則となっている。
バイオロイド
物語の40年前にロシア（旧ソ連）でカラエフ博士によって発表された論文を元にソ連崩壊後、ウドムルト共和国にあるポドルフスキー社によって作られた新種の生物のようなもの。人間を殺害後殺害した人物にすり替わる、紫外線に弱い、頭部にブラスターを撃ちこまれると停止するという点でスナッチャーと共通しているが、バイオロイドとなったクリスが「バイオロイドの完全体がスナッチャー」だと発言していることからスナッチャーとは別物であると考えられる。
スナッチャー

ゼロ・コンタクト計画
バイオロイド達が実行しようとしている謎の計画。
ダイナー「ワルシャワ」
ネオ・コウベにあるレストランでリサ・ニールセンがウェイトレスとして働いている。店内では鶏の泣き声が聞こえることから中華料理店であると思われるが、何故かトアルコトラジャコーヒーが提供されている。ここのカニチャーハンはジャックの大好物。

## スタッフ
- 脚本：須田剛一（株式会社グラスホッパー・マニファクチュア)
- 音楽：山岡晃（株式会社グラスホッパー・マニファクチュア)
- イラスト・キャラクターデザイン：ヨシオカサトシ
- 演出：村田周陽
- 音声収録：島野真好
- 音響：谷口広紀、松井謙典（株式会社ヴェントゥオノ）
- フォーリー：本郷俊介（株式会社ヴェントゥオノ）
- 音響助手：榎本有佑
- 音響監督：照田明弘
- プロダクション・コーディネート：吉岡彩子
- コーディネート：岡野晃二（株式会社東北新社）
- 企画・プロデュース：小島秀夫

## 関連CD

### SUDA 51'S SDATCHER -INSPIRED by "SNATCHER"-
2011年12月14日発売。ディスクは2枚組（GFCA-295～GFCA-296）。1枚目には本作のラジオドラマ、2枚目にはサウンドトラックが収録されている。ラジオドラマはWebラジオよりも音質が向上したものとなっている。尚、最終話のACT7は"ヒデラジ"本編では発売時点では未放送であったため、本ディスクが先行公開という形となっている。初回限定版はスナッチャーをイメージした特製スリープケース仕様。また、コナミスタイルでは通常版の他にオリジナルのクリアファイルとポストカードがセットになったコンプリートセットが限定発売となった。
収録曲

#### DRAMA DISC
1. ACT1 OPENING
2. ACT1
3. ACT2 OPENING
4. ACT2
5. ACT3 OPENING
6. ACT3
7. ACT4 OPENING
8. ACT4
9. ACT5 OPENING
10. ACT5
11. ACT6 OPENING
12. ACT6
13. ACT7 OPENING
14. ACT7
15. END CREDITS[6]

#### SOUNDTRACK DISC
※作曲は全て山岡晃
1. Undercover
2. Sdatcher (Main Titles)
3. Counterfeit
4. A Man And The World
5. Rug Hunt
6. Trap
7. Old Friend
8. Zero Contact
9. Bioroid
10. Negotiate
11. Suspicious Vessel
12. Head Shot
13. Bodies
14. Drowse
15. Red Eyes
16. Ultraviolet
17. Cargo Owner
18. Top Of The Tower
19. Undead Souls
20. Gibson
21. Chris Knows
22. Creeping Silence (Ver.51)
23. Diner Warsaw
24. Farewell
25. End Titles

## トリビア
- 元々は須田と小島、さらに志倉千代丸の3人でアドベンチャーゲームを開発するという名目で始まったもので、須田がヒデラジに初めてゲスト出演した第31回（2006年3月6日）から構想が練られていた[7]。リサ・ニールセンのキャラクター説明にスリーサイズが記載されているのはその名残である。また、『SUDA 51'S SDATCHER -INSPIRED by "SNATCHER"-』のブックレットにはヨシオカによって描かれたダイナー・ワルシャワの外観のドット絵が掲載されている。
- イラスト・キャラクターデザインを行うにあたり、ヨシオカは最初『スナッチャー』をイメージしたイラストを描いたのだが、小島に「スナッチャーとは違う」とダメ出しされたことで描き直したという[7]。尚、スティーボは若いころのビル・マーレイを、リトル・ジョンは小島本人をモチーフにして描いたという[7]。しかし、スティーボのイラストがあまりにも『ポリスノーツ』の登場人物であるジュン・石田に酷似していたため、小島からは「イシダ」と呼ばれていた[7]。